# JAPW New Jersey State Championship
Il JAPW New Jersey State Championship è stato il titolo secondario della Jersey All Pro Wrestling. È stato creato nel 1998 ed è stato ritirato nel 2012.

## Albo d'oro
| Wrestler                                                                    | Regni | Data              | Luogo        | Note |
| --------------------------------------------------------------------------- | ----- | ----------------- | ------------ | --- |
| Flash Wheeler                                                               | 1     | 25 settembre 1998 | Bayonne      | Vincendo una Battle Royal a 20 uomini. |
| Lord Zieg                                                                   | 1     | 9 aprile 1999     | North Bergen | In un Falls Count Anywhere Match. |
| Magic                                                                       | 1     | 29 agosto 1999    | Secaucus     | |
| Dr. Hurtz                                                                   | 1     | 17 dicembre 1999  | Bayonne      | Sconfiggendo Magic e Born to Eat in un Triple Treath Match. |
| Skinhead Ivan                                                               | 1     | 18 novembre 2000  | Philadelphia | Sconfiggendo Dr. Hurtz e Laithon in un Triple Treath Match. |
| Reckless Youth                                                              | 1     | 7 luglio 2001     | Philadelphia | |
| Titolo vacante il 5 agosto 2001 in seguito all'infortunio di Youth.         |       |                   |              | |
| Dixie                                                                       | 1     | 24 agosto 2001    | Bayonne      | Vincendo una Battle Royal a 20 uomini. Dixie, che deteneva già anche il JAPW Heavyweight Championship, unifica i titoli. Il 2 febbraio 2002, sconfigge Homicide e Insane Dragon vincendo anche il Light Heavyweight Championship. |
| Ritirato il 7 giugno 2002 e sostituito con il JAPW Television Championship. |       |                   |              | |
| Frankie Kazarian                                                            | 1     | 15 settembre 2006 |              | Kazarian viene dichiarato campione in quanto detentore del Light Heavyweight Championship, che venne ritirato e sostituito con il riattivato New Jersey State Championship.                                                       |
| Grim Reefer                                                                 | 1     | 17 marzo 2007     | Rahway       | |
| Archadia                                                                    | 1     | 27 ottobre 2007   | Rahway       | In un Ladder Match. |
| Grim Reefer                                                                 | 2     | 19 aprile 2008    | Rahway       | Sconfiggendo Archadia, Azrieal e Eddie Kingston in un Fatal 4-Way Match. |
| Bandido, Jr.                                                                | 1     | 15 novembre 2008  | Jersey City  | |
| Eddie Kingston                                                              | 1     | 28 febbraio 2009  | Jersey City  | |
| Archadia                                                                    | 2     | 9 maggio 2009     | Rahway       | |
| Devon Moore                                                                 | 1     | 23 gennaio 2010   | Rahway       | |
| Charlie Haas                                                                | 1     | 20 marzo 2010     | Rahway       | |
| Brodie Lee                                                                  | 1     | 22 maggio 2010    | Rahway       | In un match di coppia dove erano in palio il titolo di Haas e il titolo Heavyweight di Dan Maff contro la carriera in JAPW di Lee e del suo partner Necro Butcher.                                                                |
| Ritirato il 1º gennaio 2012.                                                |       |                   |              | |